# Витік даних Роскомнадзору
10 березня 2022 року хакерська група Anonymous взяла на себе відповідальність за викрадення та опублікування документів вагою 820 ГБ від Роскомнагляду. Його випускає Distributed Denial of Secrets (DDoSecrets).

DDoSecrets пише про витік:
Цей набір даних був випущений під час кібервійни чи гібридної війни. Таким чином, існує підвищена вірусів, прихованих мотивів і змінених чи імплантованих даних або фальшивих чи підроблених персон. Тому ми заохочуємо читачів, дослідників та журналістів бути більш уважними до даних.